# Sinella krekeleri
Sinella krekeleri är en urinsektsart som beskrevs av Christiansen 1960. Sinella krekeleri ingår i släktet Sinella och familjen brokhoppstjärtar. Inga underarter finns listade i Catalogue of Life.